# Брестовачка бања
Брестовачка бања је бања у источној Србији. Налази се близу села Брестовац код Бора. Бања се налази на надморској висини од 385 метара. Клима је умерено-континентална. Некадашња вулканска активност и сложен геолошки састав терена условили су појаву термоминералних извора.
Температура воде је 32—40 °C. У води има калијума, калцијума, натријума, магнезијума, хлора, јода, сулфата, карбоната и др. Природне олигоминералне лековите воде Брестовачке бање успешно се користе на више начина: пијењем, испирањем, орошавањем, аеросолом, купањем, а у физикалној терапији служе и као помоћна лековита средства медикаментима.
У бањи се налази конак Кнеза Милоша, из 1837. године, турски хамам тј. рестаурирано старо купатило.
Традиционално се у августу месецу сваке године (од 2007. године) одржава туристичка манифестација Дани Брестовачке бање.

## Историја
Брестовачка бања спада у најстарије бање у Србији, с обзиром да су за њу знали још Византинци и стари Римљани. Користили су је и Турци као илиџу – бању.
Својевремено хемијску анализу узорака воде Брестовачке бање обрадио је у Беч доктор Хрушауер. О лековитим својствима воде ове бање надалеко се прочуло. Сигмунд Аугуст Волфган Хердер је воду у Брестовачкој бањи упоређивао са далеко познатим бањама Швајцарске и Тирола.
Године 1834. направљен је запис у стени о боравку кнегиње Љубице Обреновић назван још и „Љубичин камен“. Она је често посећивала бању са својим синовима. Бању су још посећивали: Јеврем Обреновић, брат кнеза Милоша и Милутин Петровић, брат хајдук Вељка Петровића.
Између 1835. и 1837. године гради се конак кога подиже књаз Милош. Била је то скромна зграда правоугаоног облика, кров покривен „ћерамидом“, са гредама од храстовине на угловима. У основи, изузетно једноставна грађевина. Кнез Милош је долазио повремено у конак ради лечења реуме. Једино на чему је инсистирао, били су мир и тишина. Волео је дуге шетње до околних изора.
Конак кнеза Милоша је рестауриран 1970. године када постаје музеј под називом „Брестовачка Бања у доба кнеза Милоша“.
Године 1856. кнез Александар Карађорђевић подиже „Кнежев дворац“ у близини Милошевог конака и турског купатила. Дворац је грађен у раскошнијем стилу од конака кнеза Милоша. Била је то двоспратна зграда зидана по узору на градску архитектуру. Имала је салу са балконом и четири собе на горњем спрату. Кнез је у бању долазио искључиво лети, када би време проводио у купању, одмору и лову на дивљач којом је бања тада била богата. Начин живота у дворцу је био уређен по угледу на европске дворове тог времена.
Поред грађевина које су подигли српски владари, било је и грађевина намењених бесплатном боравку и лечењу сиромашних болесника. Први бањски лекар био је Стеван Мачај. Треба рећи да се 1905. године у бањи лечио и краљ Петар I Карађорђевић, који је саградио купатило које се и данас користи.
Према Хердеру, пет извора који истичу из пукотина у стенама дају у једној минути 9,5 кубних метара воде. Извори су сваки за себе богати сумпором и магнезијумом, солима угљеничне киселине итд. По свом богатом хемијском садржају, професор Панчић ставља изворе у Брестовачкој Бањи испред свих српских и одмах иза карлсбадских извора.

## Туризам
Туризам у Брестовачкој бањи почео са доласком Милоша Обреновића односно владарске династије Обреновић у ове крајеве. Милош у Брестовачкој бањи гради свој конак, који ће служити њему и члановима породице за одмор. Након доласка уставобранитељске владе и поновног повратка Карађорђевића на престо, у кнез Александар Карађорђевић гради свој мали летњи дворац који ће служити за излете и одмор. На послетку, још ће и краљ Петар I овде дати новац да се изгради бањски комплекс са базенима, собама, лечилиштем и сл. На тај начин Брестовачка бања постаје краљевска бања, обе краљевске династије.
Туризам у бањи никада није био намењен широким народним масама, већ због приватности, лековитости и лепоте природе бива намењена елитним посетиоцима из круга краљевске породице. Данас бања, има потпуно отворен карактер, и намењена и доступна свим туристима и посетиоцима. У њеним лепотама највише уживају локални грађани који су упознати са њеним лековитим сумпорним изворима. Бања још увек бележи скроман број туриста, што у великој мери отежава финансирање овог локалитета али чува његове најлепше природне лепоте.
Дани бање, који се одржавају у августу месецу, мењају ту слику, и велики број гостију из града и околине на тај дан посети Брестовачку бању. Овакве манифестације, дају бањи поред медицинског и културни карактер, који се још увек пажљиво негује, чувајући ову краљевску бању од културолошке деградације.

## Галерија
- Брестовачка Бања
- Улазак у Бању
- Конак Кнеза Милоша (1837)
- Један од лековитих извора
- Купатила (1906)
- Купатила улаз
- Дворац кнеза Александра Карађорђевића (1856)
- Конак Кнеза Милоша (1837)
- Турско купатило, хамам
- Дани бање 2021, Златне руке
- Дани бање 2021, Сплет влашких кола
- Дани бање 2021, КУД Бор, староградске игре
- Дани бање 2021, Инсценација доласка барона Хердера
- Хамам
- Поглед на терасу ресторана Српска круна